# Hulán

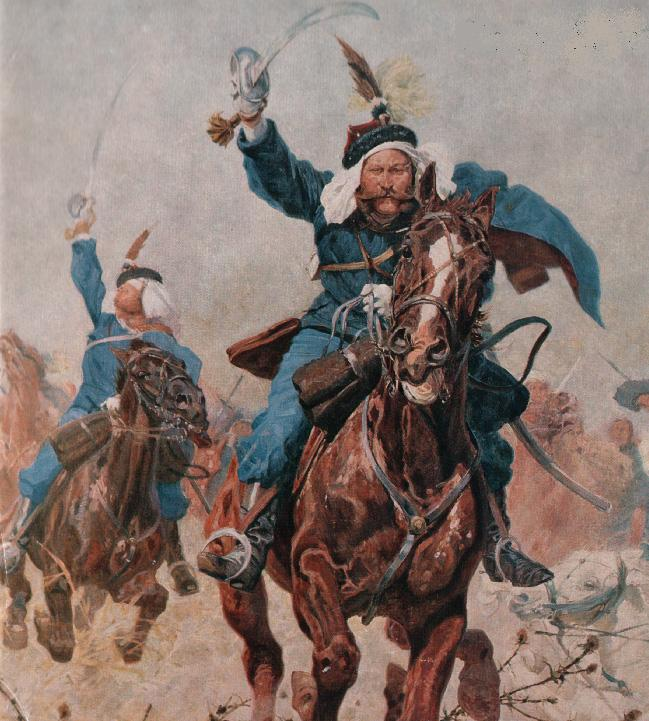
Huláni v rakouské armádě roku 1866

Hulán byl příslušník polské kavalérie. V době po trojím dělení Polska působili huláni i v habsburské armádě.
Tradice hulánů spadá do doby první poloviny 13. století, kdy do Polska vpadli Tataři. Hulán (tatarsky přesněji oglan) vlastně znamenal „junák“, „mladý odvážný válečník“. Ve Zlaté hordě se nazývali hulány členové chánské rodiny a termín měl spíše význam „princ“. Mnoho z nich se odebralo do Polska, kde vstoupili do vojenských služeb. Jednalo se o kopiníky na koních, od vynálezu palných zbraní byli huláni vyzbrojeni kopím, šavlí a dvěma pistolemi.
Na konci osmnáctého století, kdy bylo Polsko rozděleno mezi Rakousko, Prusko a Rusko, se začaly objevovat hulánské pluky i v těchto zemích. V habsburské armádě se huláni poprvé objevili roku 1784. V tomto roce byl z nich zřízen Haličský hulánský sbor. Uniforma hulánů vycházela z polské národní tradice. Rakouské vojsko mělo v roce 1856 čtyři hulánské pluky, na konci 19. století jich mělo jedenáct, z toho jeden český.
Huláni působili v armádách ještě v první světové válce, ale dny jezdectva se chýlily ke konci. Pluky polské kavalérie byly obnoveny v letech 1918–1921. Polští huláni existovali ještě na počátku druhé světové války, ale již v menším množství. U polské armády se hulány v tomto období nazývaly i elitní pancéřové pluky, které pokračovaly v tradicích polské jízdní kavalérie. Poslední užití hulánů na koních v boji se uskutečnilo za druhé světové války, kdy v polské východní armádě bojovaly od roku 1943 tři hulánské pluky.